# The Lady in Question (1940)
The Lady in Question ist ein US-amerikanisches Filmdrama von Charles Vidor aus dem Jahr 1940 mit Brian Aherne, Rita Hayworth und Glenn Ford in den Hauptrollen.

## Handlung
André Morestan, der gutmütige Besitzer eines kleinen Fahrradladens in Paris, wird zum Jurymitglied in einem Mordfall berufen. Natalie Roguin steht unter der Anklage, ihren Liebhaber getötet zu haben. Vor Gericht beteuert sie ihre Unschuld. Tief bewegt von ihrer Rede, setzt sich Morestan für sie innerhalb der Jury ein. Doch obwohl sie freigesprochen wird, sieht sie sich überall mit Vorurteilen gegen ihre Person konfrontiert. Da sie sonst niemand einstellen möchte, bietet ihr Morestan seine Hilfe an. Sie darf in seinem Laden arbeiten und findet in seinem Haus Unterkunft. Vor seiner Familie gibt er sie als Tochter eines ehemaligen Klassenkameraden aus. Sein Sohn Pierre erkennt jedoch Natalie wieder, die er im Gerichtssaal gesehen hat. In dem Irrglauben, sie und sein Vater hätten eine Affäre, behandelt er sie schroff und abweisend. Nachdem es Natalie jedoch mit ihrer sanften und liebreizenden Art gelungen ist, Pierres Zweifel über ihre Absichten zu zerstreuen, fühlen sie sich mehr und mehr zueinander hingezogen.
Unterdessen findet auch Robert LaCoste, der Verlobte von Pierres Schwester Françoise, die wahre Identität Natalies heraus. Unter Androhung, ihr Geheimnis zu enthüllen, versucht er, sich das empfindsame Mädchen gefügig zu machen. Um der heiklen Situation zu entfliehen und weiteren Ärger zu vermeiden, beschließt Natalie, die Morestans zu verlassen. Pierre, der sie nicht verlieren will, versucht, sie umzustimmen. Als er merkt, dass er sie nicht zum Bleiben überreden kann, schlägt er vor, gemeinsam durchzubrennen. Zu diesem Zweck stiehlt er Geld aus der Ladenkasse seines Vaters.
Noch ehe Natalie und Pierre den Laden verlassen können, werden sie von Morestan entdeckt. Dieser gibt Natalie die alleinige Schuld an ihrem törichten Vorhaben. Auch zweifelt er nun an seinem eigenen Urteilsvermögen und schlussfolgert, dass Natalie durchaus den Mord begangen haben könnte. Er ist fest entschlossen, ihren Fall erneut vor Gericht zu bringen und dafür zu sorgen, dass sie eine entsprechende Strafe erhält. Als er dem Richter seine neuen Erkenntnisse unterbreiten will, erfährt er, dass neue Beweise gefunden wurden, die Natalie eindeutig entlasten. Beschämt über seinen Irrtum, entschuldigt sich Morestan bei Natalie und heißt sie als zukünftige Schwiegertochter in seiner Familie willkommen.

## Hintergrund
The Lady in Question, auch bekannt als It Happened in Paris, war das Hollywood-Remake des französischen Films Der fünfte Geschworene (Gribouille, 1937) mit Michèle Morgan in der Rolle der Natalie Roguin. Das Projekt wurde von Regisseur Charles Vidor initiiert, nachdem er das französische Original gesehen hatte und so begeistert davon war, dass er Harry Cohn, den Chef von Columbia Pictures, überredete, die Rechte an einer Neuverfilmung für ihn zu sichern.
Der britische Schauspieler Brian Aherne bat speziell um die Rolle des André Morestan. Es sollte für ihn die Lieblingsrolle seiner Karriere werden. Der US-amerikanischen Zeitung Saturday Evening Post gegenüber äußerte er sich Jahre später: „Nachdem ich den spießbürgerlichen Vater drauf hatte, seine Natur lebte und ihn auf dem verschlungenen Pfad der Handlung ausarbeitete, erwies sich die Rolle als die reizvollste, die je meinen Weg gekreuzt hat.“
The Lady in Question sollte der erste von insgesamt fünf gemeinsamen Filmen von Rita Hayworth und Glenn Ford werden. Es folgten der Film noir Gilda (1946), die Carmen-Verfilmung Liebesnächte in Sevilla (1948), Affäre in Trinidad (1952) und Goldfalle (1965).

## Kritiken
Die Kritiker äußerten sich seinerzeit durchweg lobend über den Film und die darstellerischen Leistungen der Schauspieler. Edward Greif von Motion Picture Daily bezeichnete The Lady in Question als „häusliche Komödie von seltenem Charme“, die „Darsteller von außergewöhnlichem Verständnis“ vorweisen könne. Der Film sei von „einer hervorragenden Schilderung zwangloser Gewohnheiten der ganz normalen Leute“ gekennzeichnet.
Showman’s Trade Review zufolge hätten Brian Aherne und Rita Hayworth „hervorragende Vorstellungen“ geliefert. Aherne sei „nie zuvor vorteilhafter zu sehen“ gewesen, während die „reizende“ Rita Hayworth unter Beweis gestellt habe, „dass sie eine talentierte Schauspielerin ist“. Photoplay konstatierte, dass in „diesem schön inszenierten Film“ zwar nicht viel Handlung stecke, jedoch „die ausgezeichneten Darbietungen der Besetzung und der rein bürgerliche Hintergrund“ den Film „sehenswert“ machen würden.
Bosley Crowther von der New York Times befand, dass der Zuschauer mit einem Film „voll von erfreulich familiärer Kost“ belohnt werde, „die mal drollig, einfach nur komisch und auch etwas dramatisch, aber stets heiter“ daherkomme. Regisseur Charles Vidor habe es geschafft, „seine Charaktere in glaubwürdigen Situationen zu halten und dem Ganzen eine angenehme Atmosphäre von Heim und Herd zu verleihen“. Brian Aherne steuere in seiner Rolle als Ladenbesitzer „eine seiner besten Charakterzeichnungen“ bei. In der Titelrolle enthülle Rita Hayworth „eine gewinnende Persönlichkeit und ebenso ein Talent, das ihr schon bald als eine der fähigeren jungen Schauspielerinnen Hollywoods Anerkennung einbringen wird“. Insgesamt sei The Lady in Question „ein ungewöhnlich guter, wenn nicht sogar großartiger Film“.